# Конка

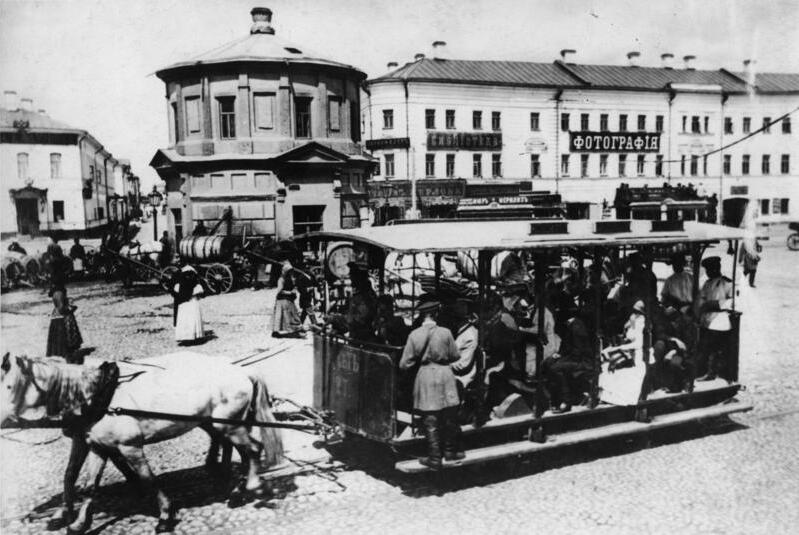
Конка в Москве, 1900 год.

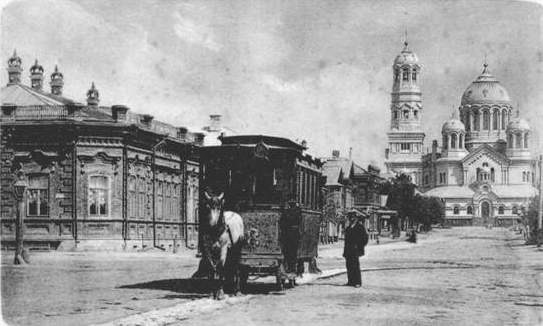
Конка в Самаре. Соборная улица. Между 1904 и 1908 годами (издание: Паппадато Д. А.)

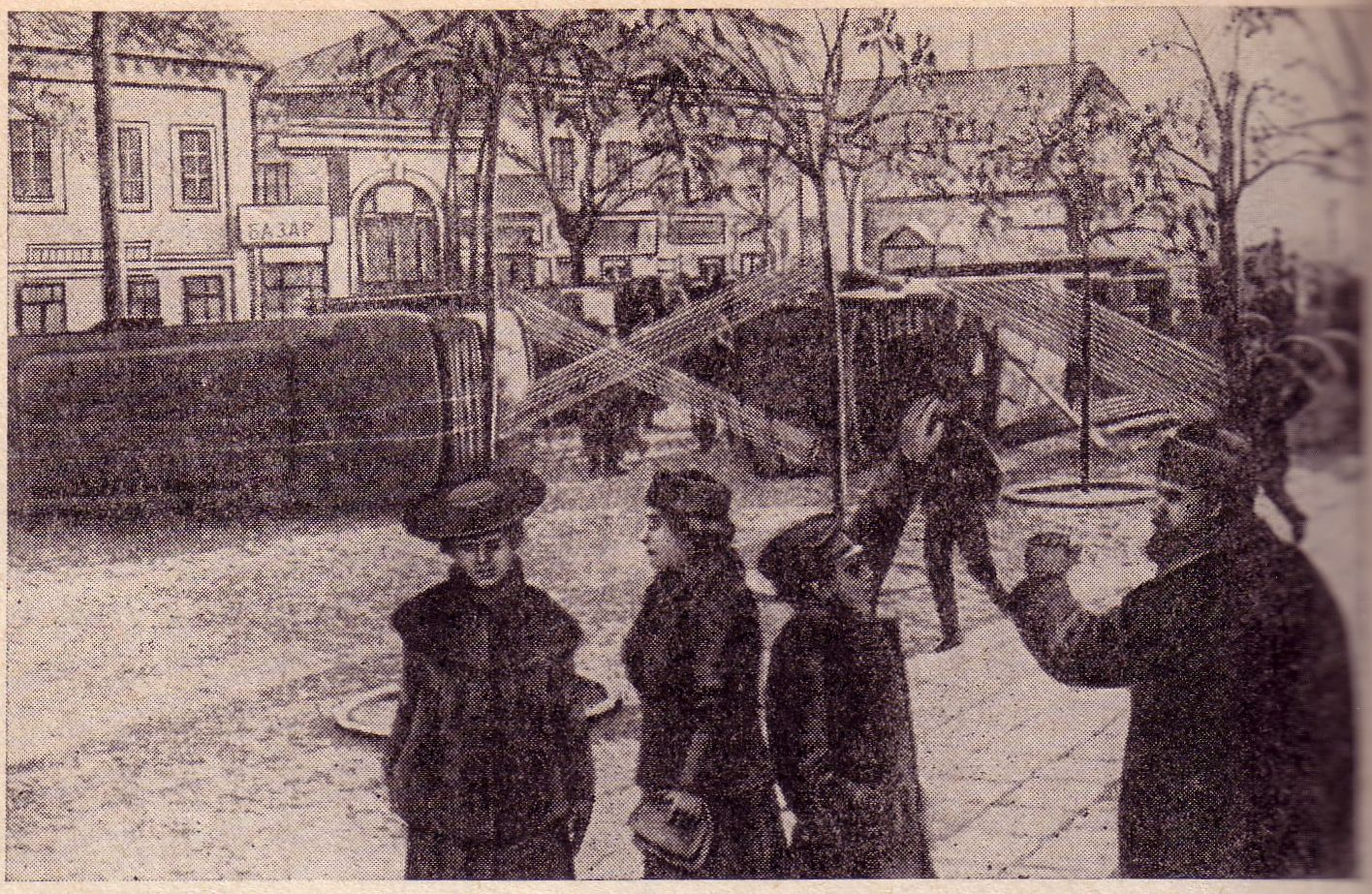
Конка как часть баррикады. Одесса в декабре 1905 года.

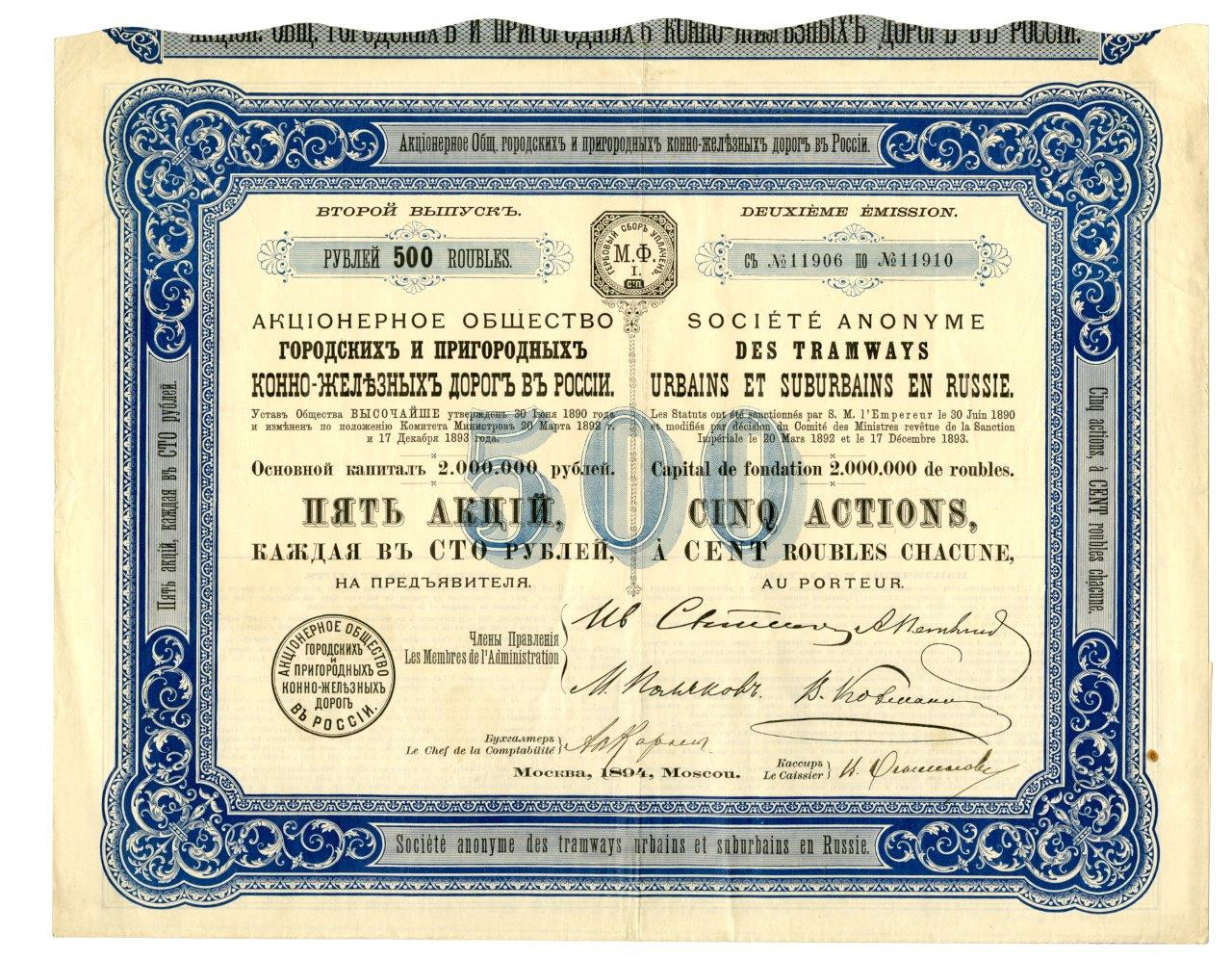
Пять акций, каждая в сто руб., на предъявителя Акционерного общества городских и пригородных конно-железных дорог в России. Москва, 1894 г.

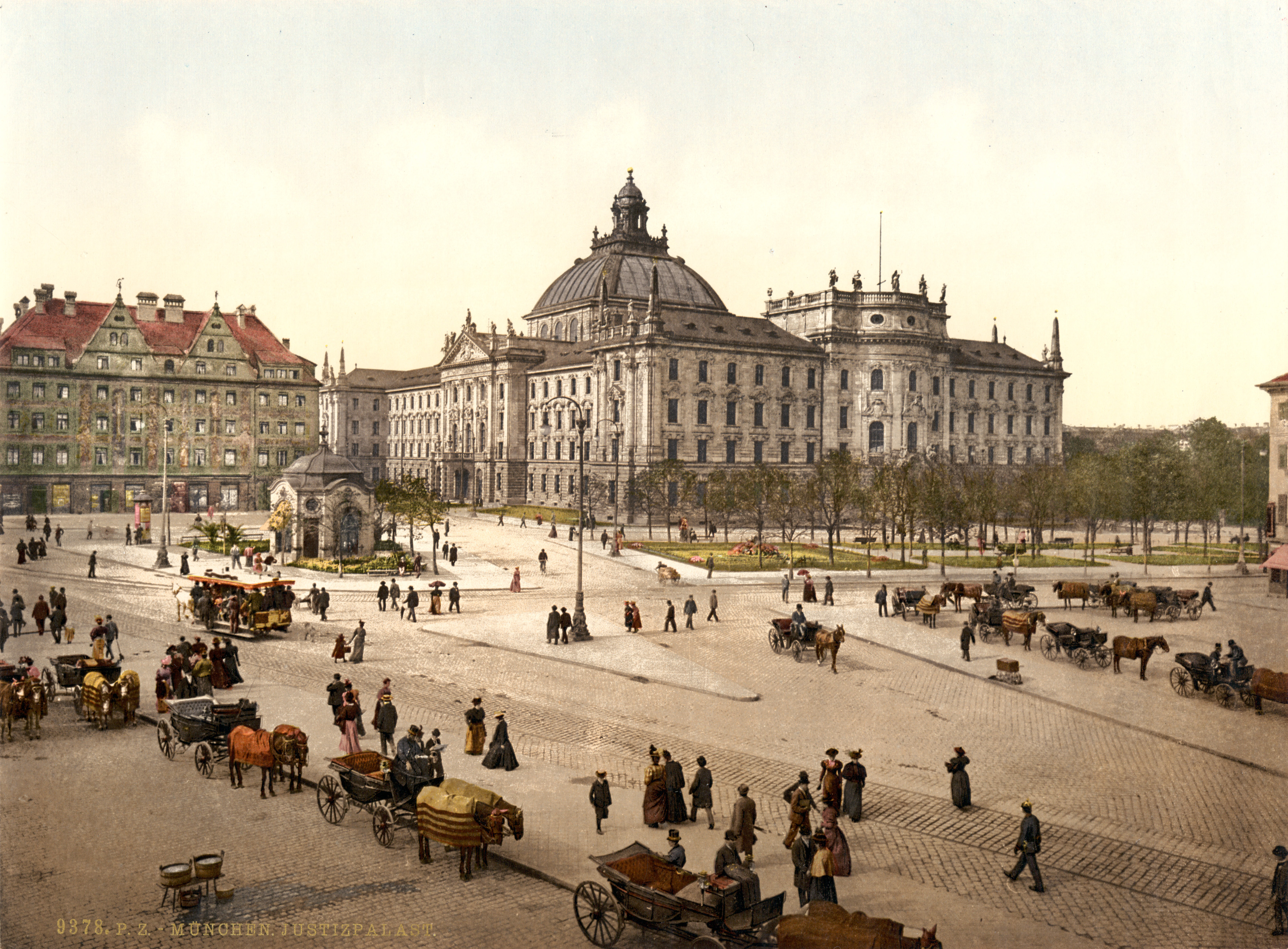
Конка на городской площади Мюнхена. Немецкая почтовая открытка, между 1890 и 1905 годами

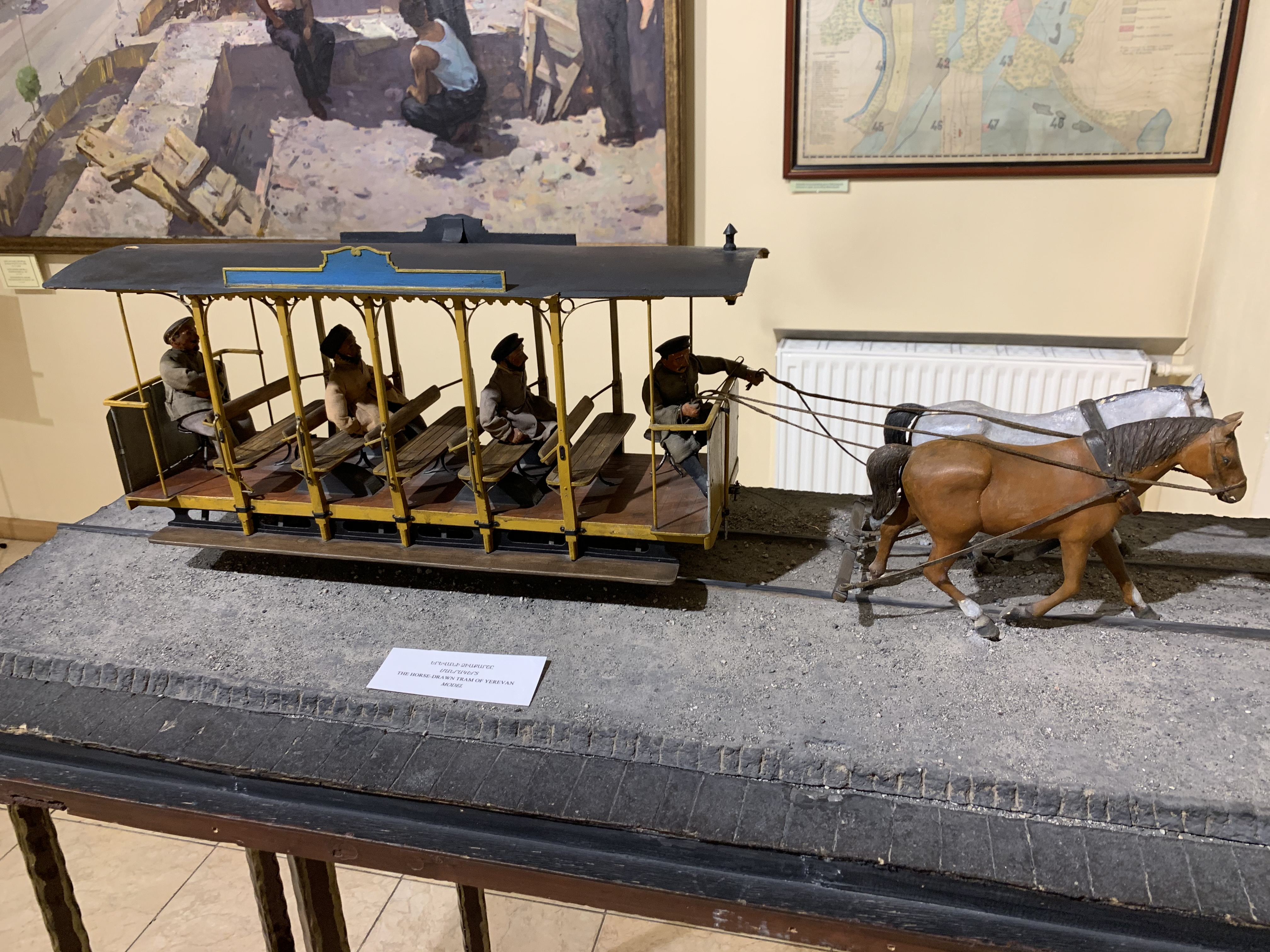
Модель Ереванской конки. Музей истории Еревана

Ко́нка (конно-железная дорога, конно-железная городская дорога, омнибус на рельсах) — исторический вид железно-дорожного, рельсового общественного транспорта, широко применявшийся до перевода железной дороги на паровую, тепловую, электрическую или канатную тягу. 
Наиболее распространённой областью применения конки был городской транспорт; таким образом, конка была предшественником электрического трамвая. Конка представляла собой открытый или чаще закрытый экипаж, иногда двухэтажный с открытым верхом (империал). Вагон по рельсовым путям тянула пара лошадей, управляемая кучером. В местах, где линии конки пересекали крутые подъёмы, экипажи поджидали форейторы (обычно мальчики-подростки), которые подпрягали ещё одну — две пары лошадей и помогали преодолеть трудное место, затем на ровном участке выпрягали дополнительных лошадей. В России городские линии конных ж. д. называли также «конным трамваем», «конкой», «городским трамваем на конной тяге».

## История появления и развития
С развитием цивилизаций происходило и развитие определённых видов и типов деятельности человека и общества. Появилось железнодорожное дело. Железная дорога, в каком виде она существует сейчас, была изобретена не сразу. Три её элемента, то есть составные части, то есть рельсовый путь, перевозочные средства и двигательная сила — прошли каждый отдельную стадию развития и совершенствования, пока, наконец, не были скомбинированы вместе.
В начале XIX столетия возможно было уже введение конной железной дороги (трамвай). Первая концессия на конную железную дорогу была выдана в Англии, в 1801 году, на устройство линии для перевозки товаров и угля от Темзы до южных частей Лондона.
Впервые в мире пассажиров стали перевозить по рельсам с использованием конной тяги по железной дороге Суонси и Мамблза в Уэльсе, с использованием специально разработанных вагонов и существующей линии построенной для грузовых перевозок. А первые в мире городские конки появились в США: в Балтиморе (1828 год), Нью-Йорке (1832 год) и Новом Орлеане (1835 год).
В Российской империи в 1820 году мещанин Иван Эльманов спроектировал конно-рельсовую дорогу, которую назвали «дорогой на столбах». Рельсы для конки в России использовались плоские и желобчатые на деревянных лежнях. Для загородных колейных дорог русский изобретатель Иосиф Ливчак предложил оригинальную конструкцию, в которой обитые железом деревянные рельсы укладывались на деревянном полотне из прочно связанных брусьев с дощатым настилом, уложенным поверх земли.
В Южной Америке первая дорога (связавшая медный рудник и городок Ароа с портом Тукакас) была построена и введена в эксплуатацию в 1835 году в Венесуэле.
Однако, по-настоящему успешными конки стали только после того, как в 1852 году Альфонс Луба изобрёл рельсы с жёлобом для реборды колеса, которые утапливались в полотно дороги. Вскоре новый тип железных дорог широко распространился в крупных городах Северной Америки и Европы.
В 1854 году в окрестностях Санкт-Петербурга, близ Смоленской слободы, инженером Полежаевым была устроена конная дорога из продольных деревянных брусьев, обитых железом. В 1860 году инженер Георгий Иванович Домонтович построил конно-железную дорогу для перевозки грузов в Петербурге. Также существовали проекты Волго-Донской дороги и пути от Кривого Рога до Екатеринослава, которые были заменены паровыми дорогами, и проект Д. В. Каншина, выступившего в 1867 году с предложением о постройке целой сети конно-железных дорог большого протяжения за Волгой, начиная от Самары до Оренбурга и далее (взамен этого была построена Оренбургская паровая железная дорога).
По сведениям за 1890 год, протяжённость конных железных дорог составляла:
- США — 8955,8 км.
- Германская империя — 1286 км.
- Российская империя — около 600 км.
- Нидерланды — 592 км.
- Франция — 508 км.
- Бельгия — 404 км.
- Великобритания — 343 км.
- Италия — 223 км.
- Австро-Венгрия — 222 км.
- Дания — 61 км.
- Швейцария — 28 км.

В Российской империи конка была построена в большинстве крупных городов и губернских центров — Санкт-Петербурге (товарная в 1860, пассажирская в 1863), Варшаве (1866), Москве (1872), Казани (1875), Риге (1882), Саратове (1887), Баку (1889), Самаре, Воронеже, Минске и др. В большинстве случаев конка строилась с участием иностранного капитала. Одной из таких компаний было бельгийское «Акционерное общество городских и пригородных конно-железных дорог в России». В Брюсселе же в 1885 г. была учреждена «Генеральная компания трамваев Москвы и России», в народе называвшаяся просто «Бельгийским обществом», наряду с «Первым обществом железно-конных дорог в Москве» внесшая значительный вклад в развитие транспортно-пассажирской инфраструктуры крупнейшего города Российской империи в дореволюционный период. К концу 1890-х гг. совокупная протяженность сети обоих обществ составляла около 70 вёрст. В последующем, зачастую, фирмы-владельцы конки становились ярыми противниками внедрения электрического трамвая, конкуренцию с которым конка не выдерживала. Такая ситуация, например, была в Санкт-Петербурге, Харькове и Самаре, поэтому пути трамвая прокладывались параллельно путям конки. Это было связано с желанием городских властей строить трамвай, который бы принадлежал городу, и доходы шли в казну. В других городах власти постепенно выкупали хозяйство конных дорог с целью превращения конки в трамвай (Москва, Кёнигсберг и др.). Такой ход событий был наиболее благоприятным для работников конки: они не лишались работы, а приобретали другого работодателя и переучивались.
Использование конки в Москве продолжалось до 1912 года, в Петрограде — до сентября 1917 года, в Минске — до 1928 года.

## Память о конке. Реконструкции. Современные примеры
Через столетие после окончания эксплуатации большинство конных железных дорог энтузиасты сохраняют и возрождают память о них.

### Санкт-Петербург
Так, в Санкт-Петербурге, в одном из районов исторического центра города на Васильевском острове, в 2004г. установлена реплика вагона Петербургской конки образца 1872-1878 годов. Со временем конку дополнили фигуры лошадей и извозчика. 

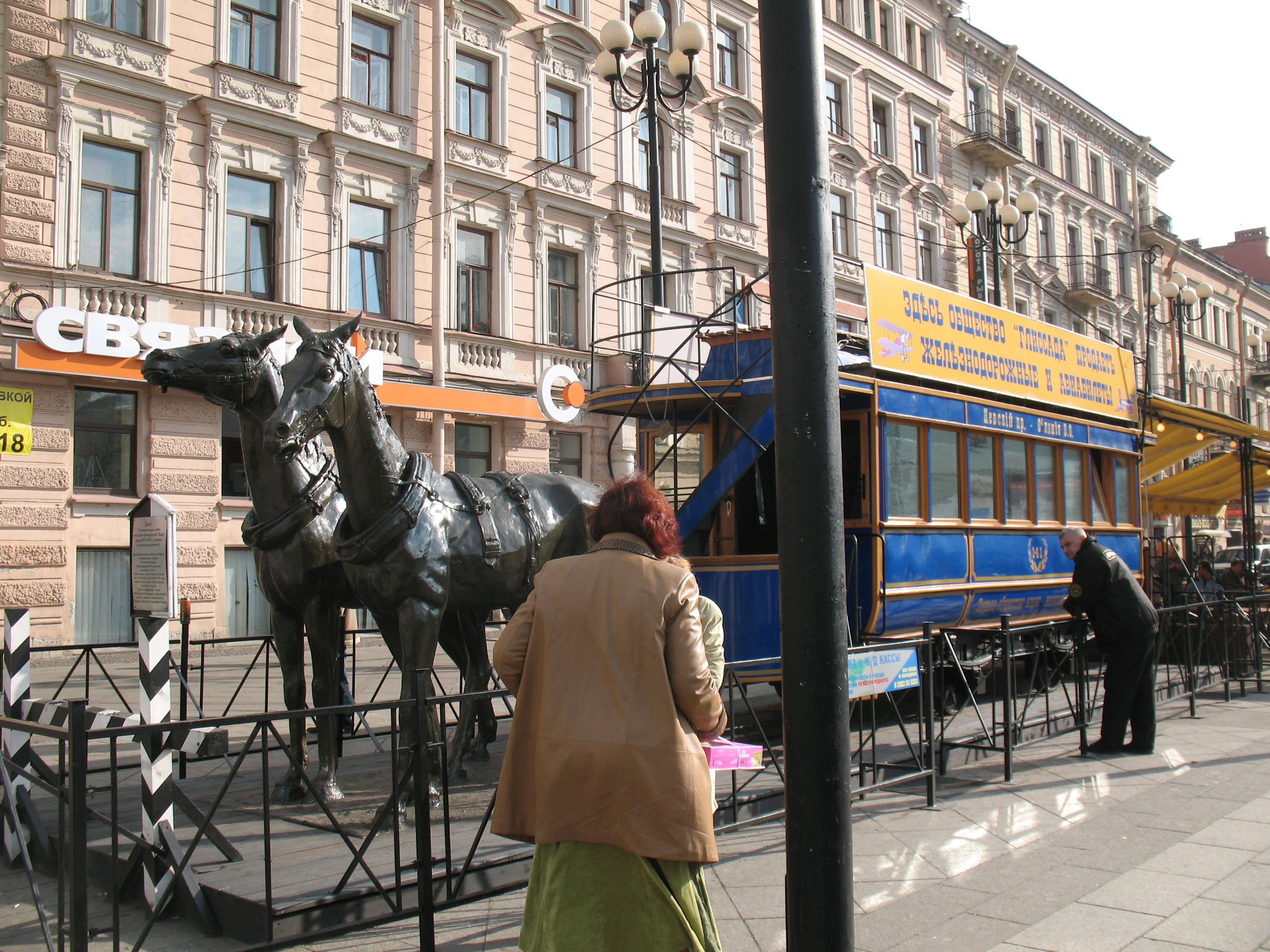
Памятник конке в Санкт-Петербурге у станции метро Василеостровская, 2007г.

Салон вагона использовался как коммерческое помещение — касса по продаже билетов на маршруты дальнего следования, затем фирма обанкротилась, и сооружение подверглось вандализму, с которым пытались бороться волонтёры, а затем со сменой владелицы фирмы, которые принадлежал вагон –  ООО "Глиссада", конка прошла настоятельно требовавшуюся дорогостоящую реставрацию с приспособлением под современное использование (в частности, оборудована кухня для кофейни) с ноября 2021 года по апрель (по плану февраль) 2022 года  в мастерских Владимира Тарана, где ранее были изготовлены скульптуры лошадей и кучера, и стала использоваться как кофейня с продажей прессы и сувениров по образцу кофейни в историческом трамвайном вагоне, служащем памятником трамваю в городе Выборг Ленинградской области. Однако, по сообщениям СМИ в марте 2024 года, комитет по контролю за имуществом, орган городской администрации Санкт-Петербурга, установил нарушение условий аренды городской территории владельцем кофейни в виде превышения фактической площадью сооружения площади, установленной в договоре, и потребовал удаления сооружения, а попытки заключить новый договор не увенчались успехом, и вагон оказался выставлен владельцем на продажу через интернет на сайте Avito за 5 млн руб.

### Москва
В вагон конки участвует в парадах городского транспорта.

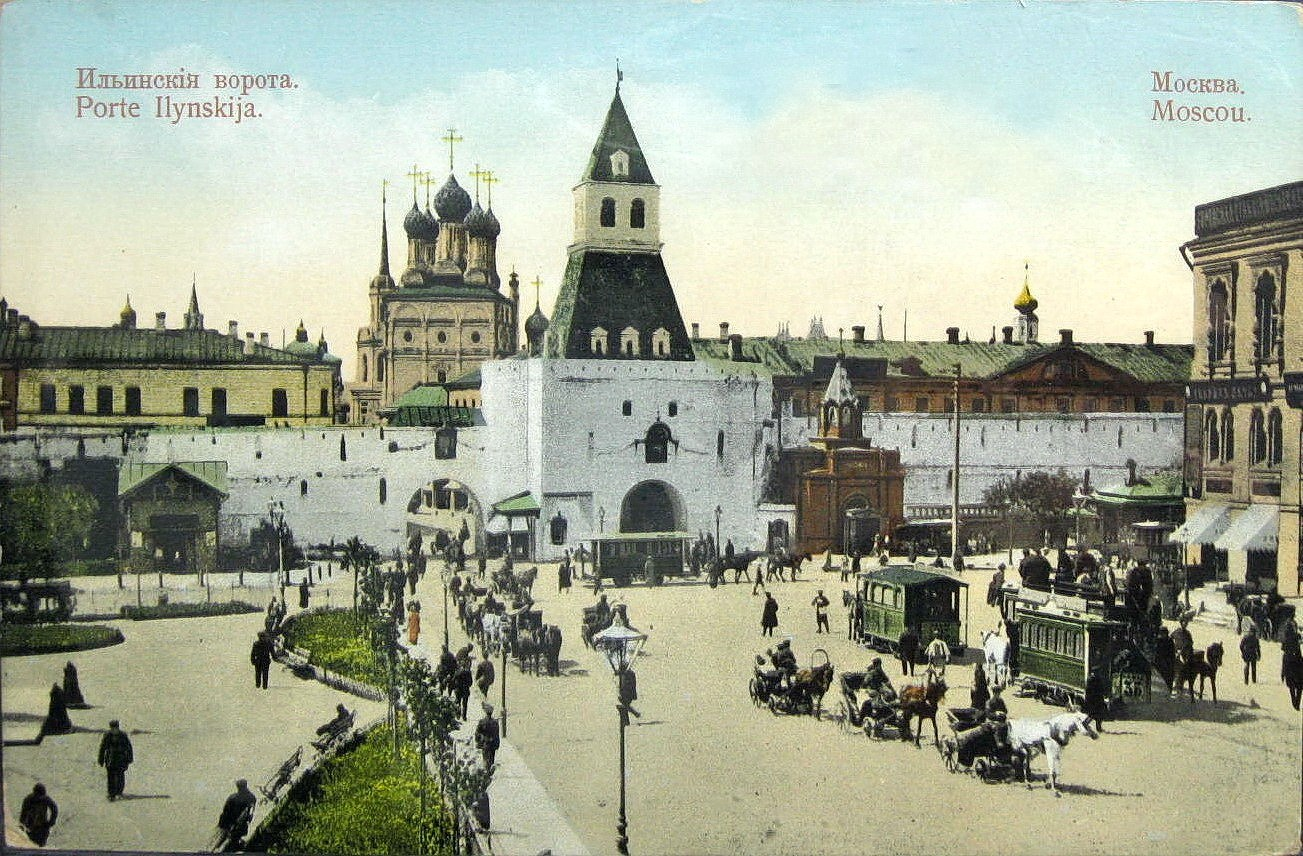
Конки, Ильинские ворота, Китай-город, 1917 год.
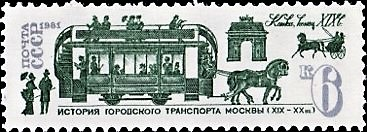
Почтовая марка СССР. Конка (конец XIX столетия), № в каталоге ЦФА 5251, История городского транспорта Москвы.
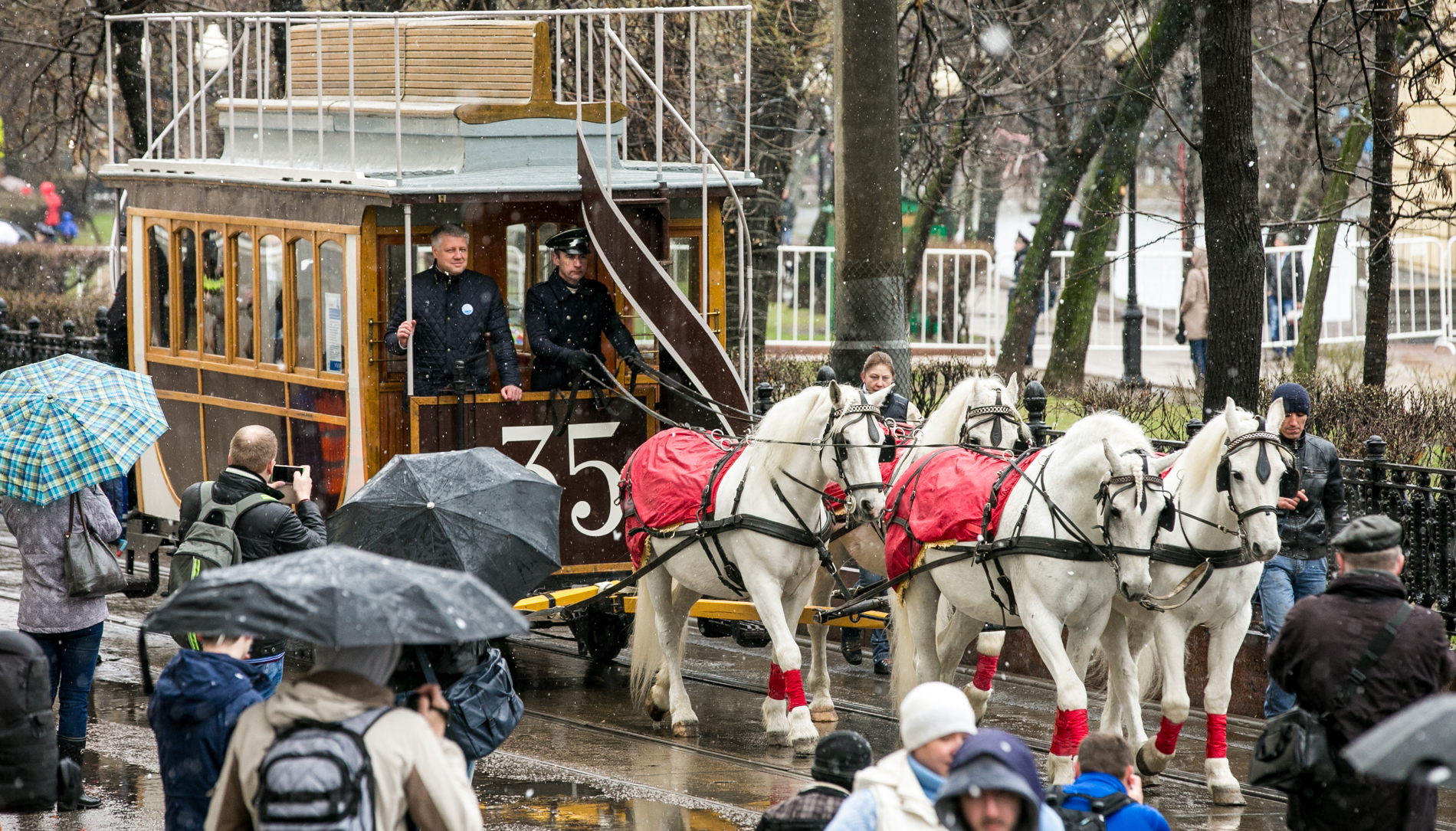
Конка образца 1874 года на «Дне рождения Московского трамвая» 16 апреля 2016 года.
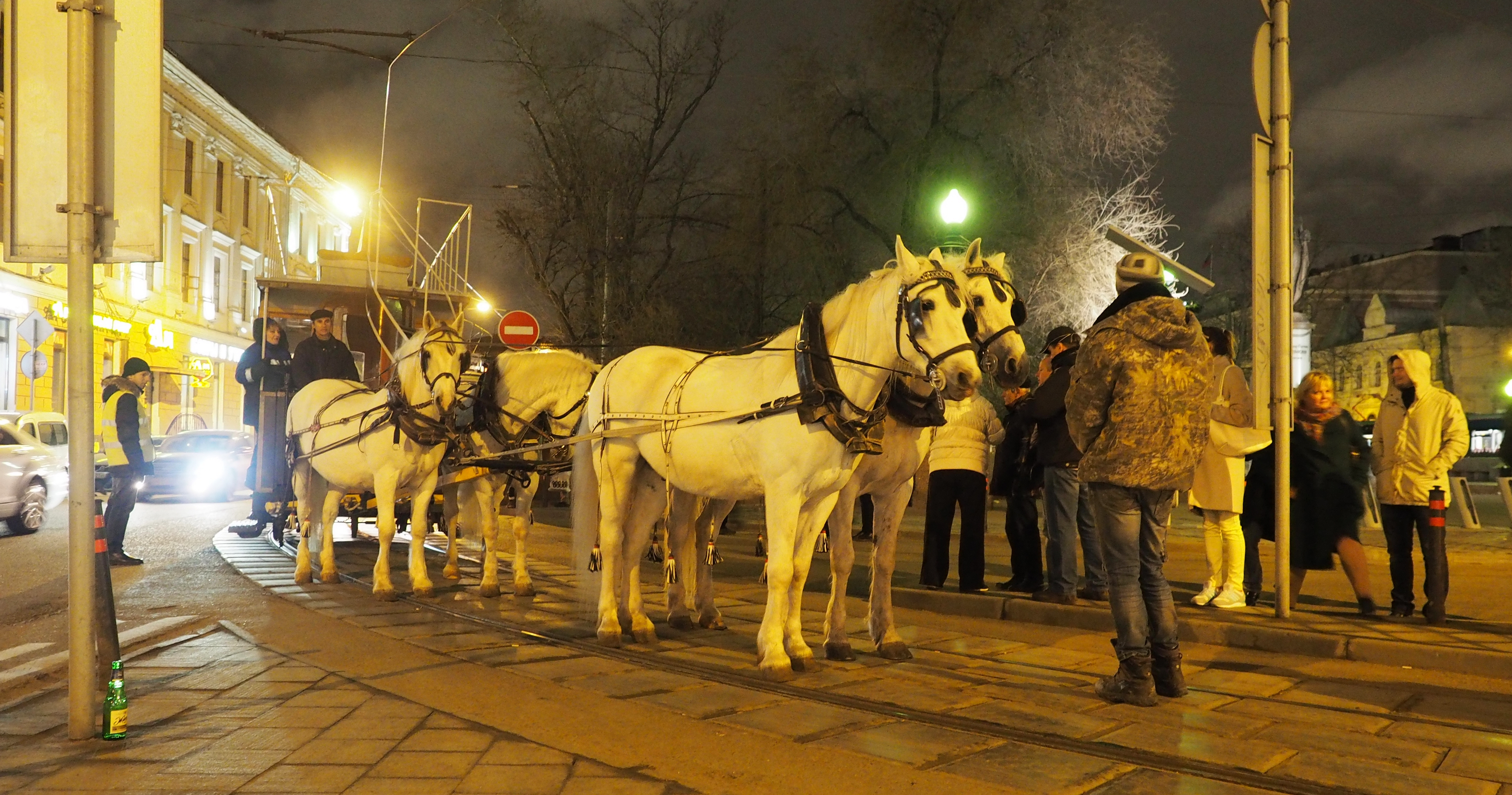
Конка, образца 1874 года, 2015 год.

### Ташкент, Узбекистан
История ташкентского трамвая > Конка (1897—1912)

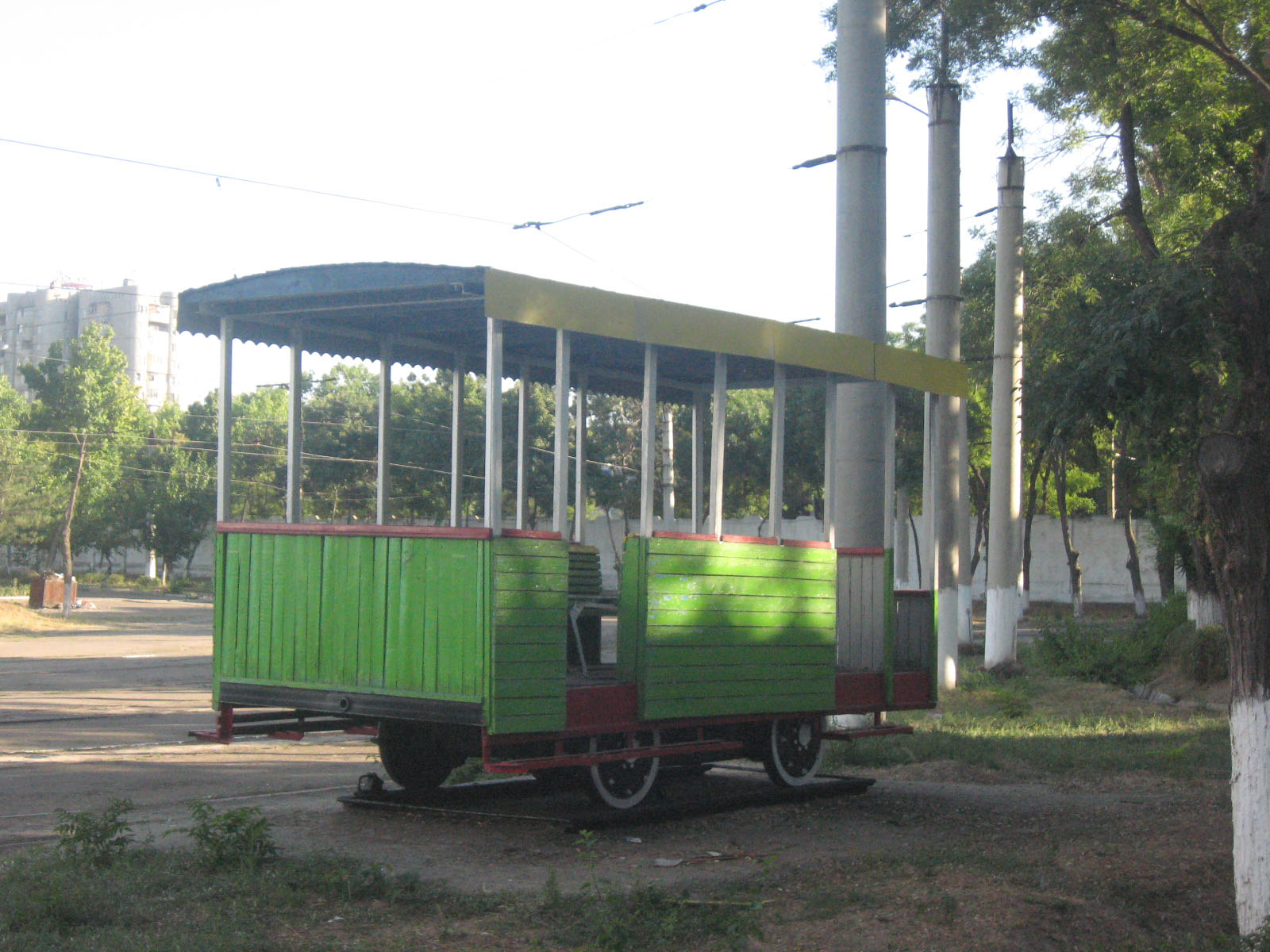
Конка в трамвайно-троллейбусном депо № 3 г. Ташкента.

### Австрия и Чехия

#### Грац
В Музее трамвая города Граца представлен вагон конки.

#### Конная железная дорога Ческе-Будеёвице — Линц
Конно-железная дорога Ческе-Будеёвице — Линц в Австро-Венгерской империи, в которую входила и Чехия, была первой конно-железной дорогой на европейском континенте, введённой в эксплуатацию в 1827–1836 годах по трассе Ческе-Будеёвице – Линц – Гмунден. Служила в основном для перевозки грузов, таких, как поваренная соль с соляных шахт Зальцкаммергут (Salzkammergut) Верхней Австрии в Чехию. Дорога работала на конной тяге с 1827 по 1872 год, пока её не заменили паровозы. Линия стала первой, построенной под руководством чешского (австрийского) инженера Франца Антона фон Герстнера, вскоре приглашённого в Россию, спроектировавшего и построившего первую российскую железнодорожную линию из Санкт-Петербурга в Царское Село.

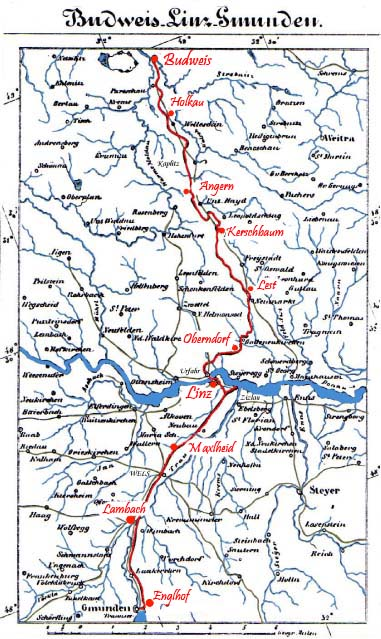
Карта-схема дороги со станциями.

#### Наследие дороги в Австрии
Сооружения этой конной железнодорожной линии в Австрии частично сохранились и частично восстановлены. Их можно видеть у деревни Кершбаум и в самой деревне в окрестностях городка Райнбах-им-Мюлькрайс в округе Фрайштадт  в федеральной земле Верхняя Австрия , где есть  восстановленный участок пути длиной  пятьсот метров,  в составе местного Музея конной железной дороги (нем. Pferdeeisenbahnmuseum) .
Музей конки находится в здании её вокзала (нем. Bahnhof der Pferdeeisenbahn)  в деревне  Кершбаум в доме 61, и это здание входит в список охраняемых памятников в Райнбах-им-Мюлькрайс

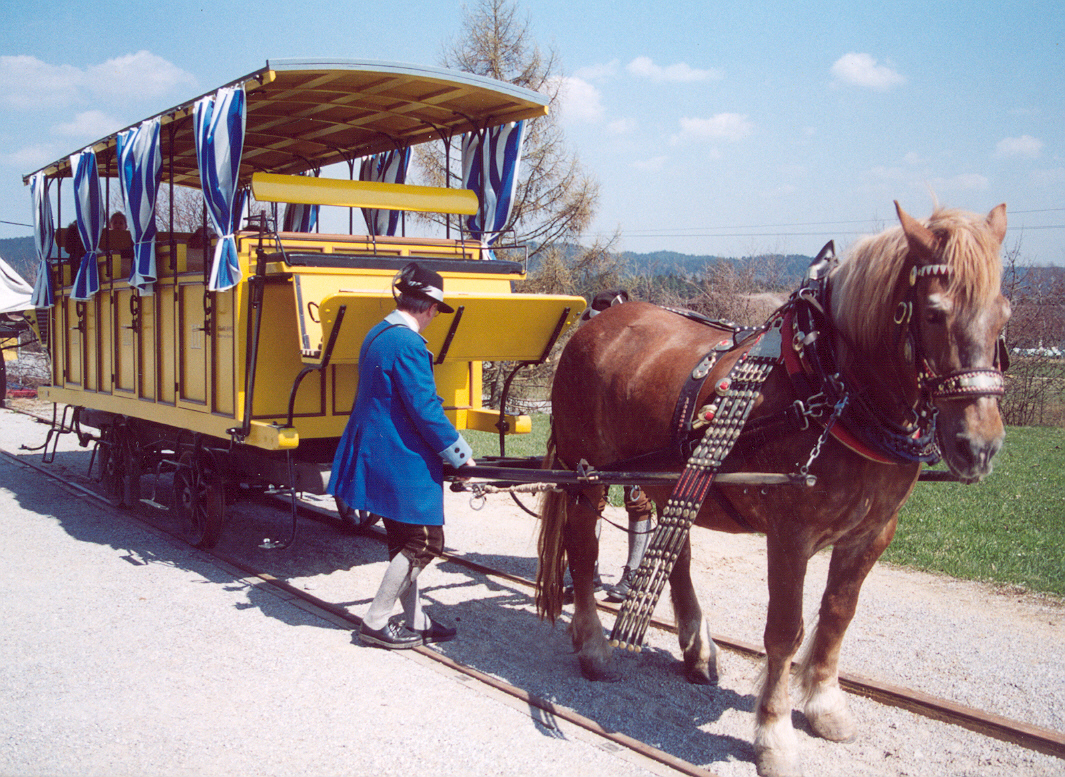
Музейная конная железная дорога в Австрии: воссозданный вагон на восстановленном участке  дороги длиной  пятьсот метров. Часть местного Музея этой дороги[22] у деревни Кершбаум в окрестностях городка Райнбах-им-Мюлькрайс в округе Фрайштадт в федеральной земле Верхняя Австрия.
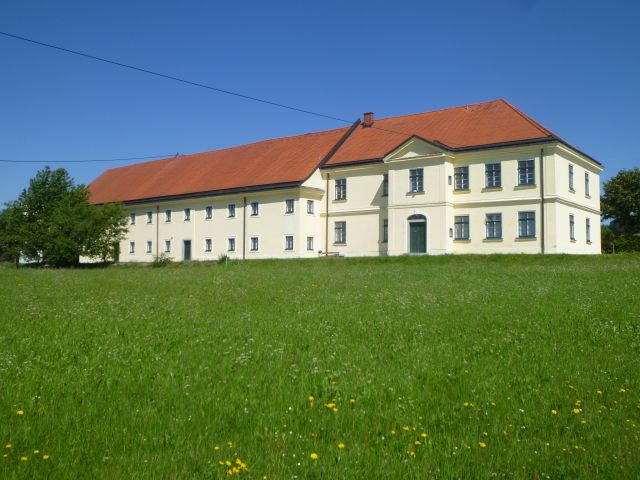
Музей конки - бывший вокзал конной железной дороги в Кершбауме по адресу Кершбаум, дом 61. Объект охраны памятников Австрии (нем. Denkmalgeschütztes Objekt Österreich) номер 37493

#### Наследие дороги в Чехии
Музей этой конной железной дороги (чеш. Muzeum koněspřežky) есть и в Чехии в Ческе-Будеевице. Это филиал Южно-Чешского музея в Ческе-Будеевице, отражающего историю и культуру Южно-Чешского края Чехии. Бывший домик смотрителя железной дороги (железнодорожная будка) является охраняемым памятником культуры.

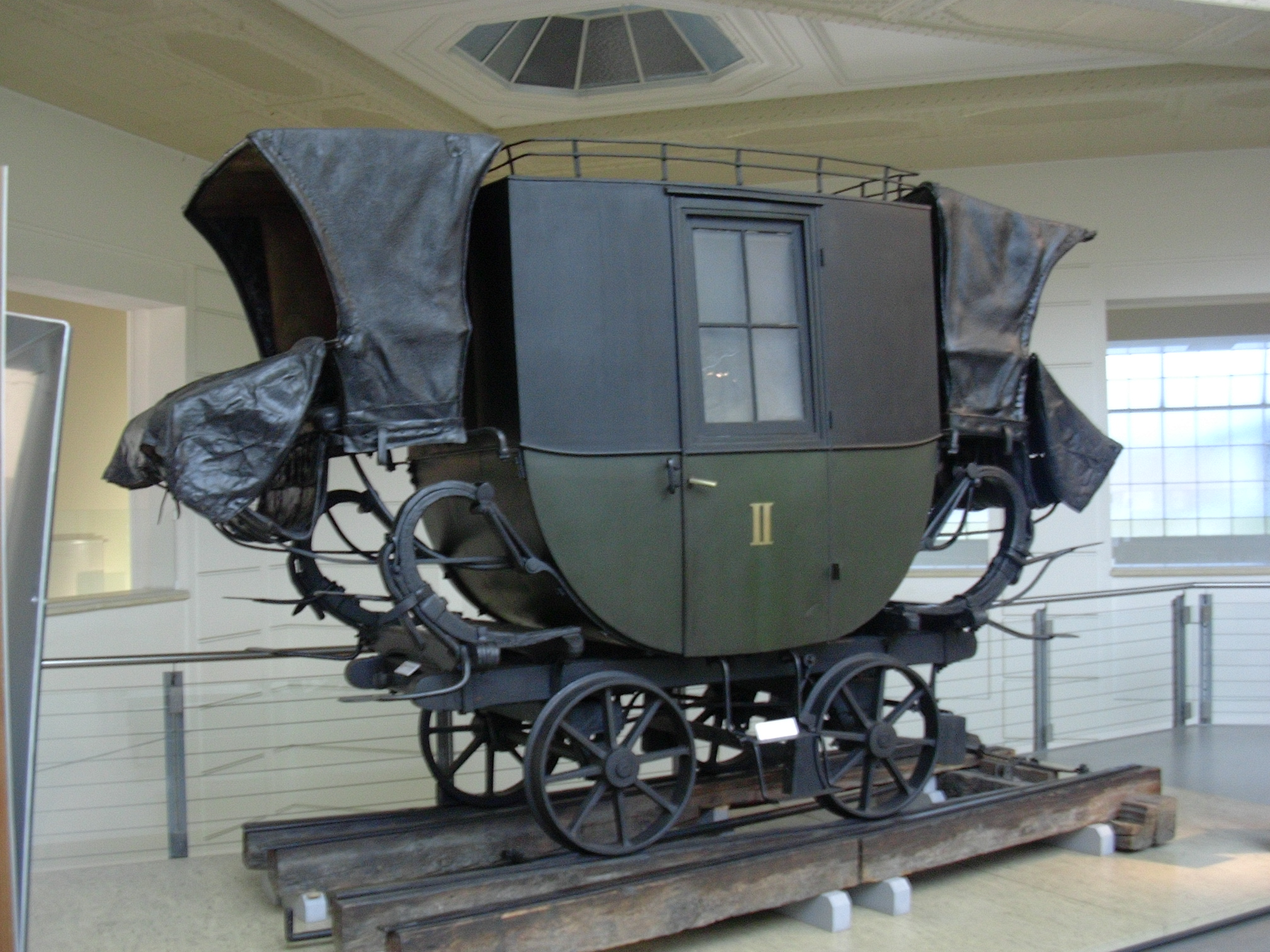
Модель пассажирского вагона 1841 года Hannibal Линцко-Будеёвицкой конно-железной дороги в экспозиции Технического музея Вены. Фото 2007 года.
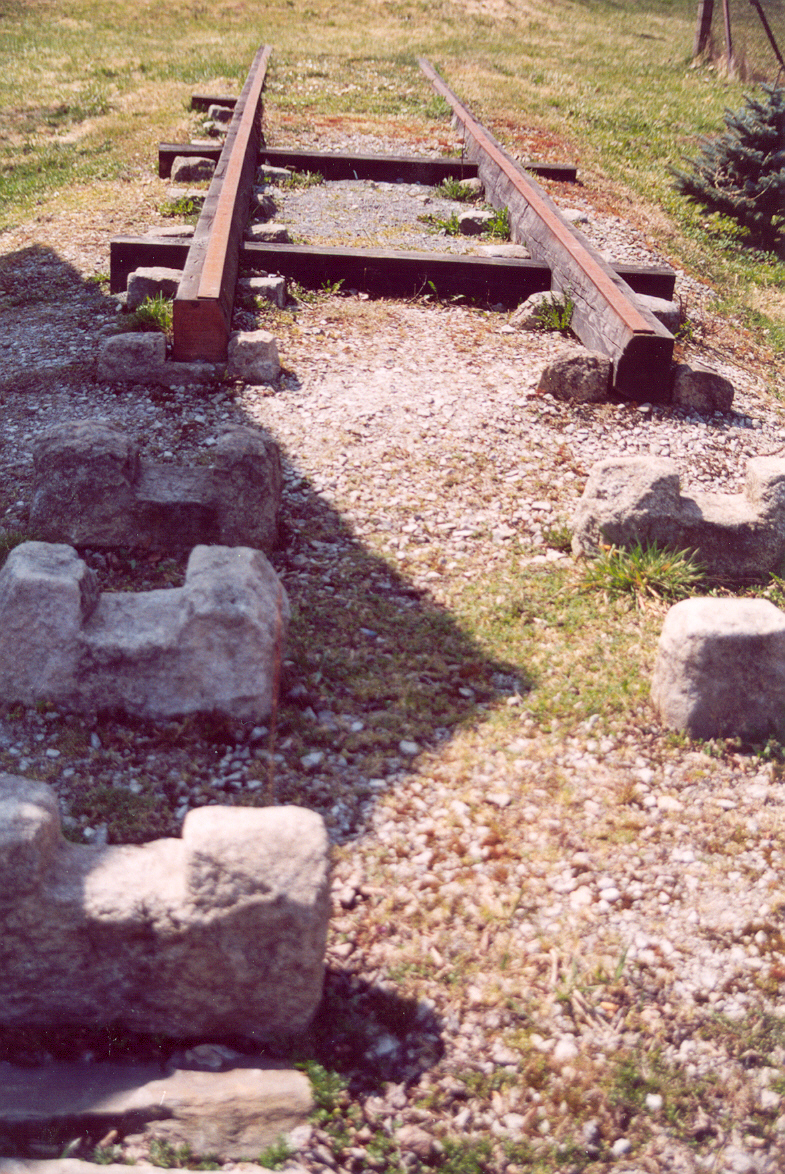
Часть пути линцко-будеёвицкой конно-железной дороги с путями из железных полос, закреплённых стропилами. Путь положен на каменных блоках.
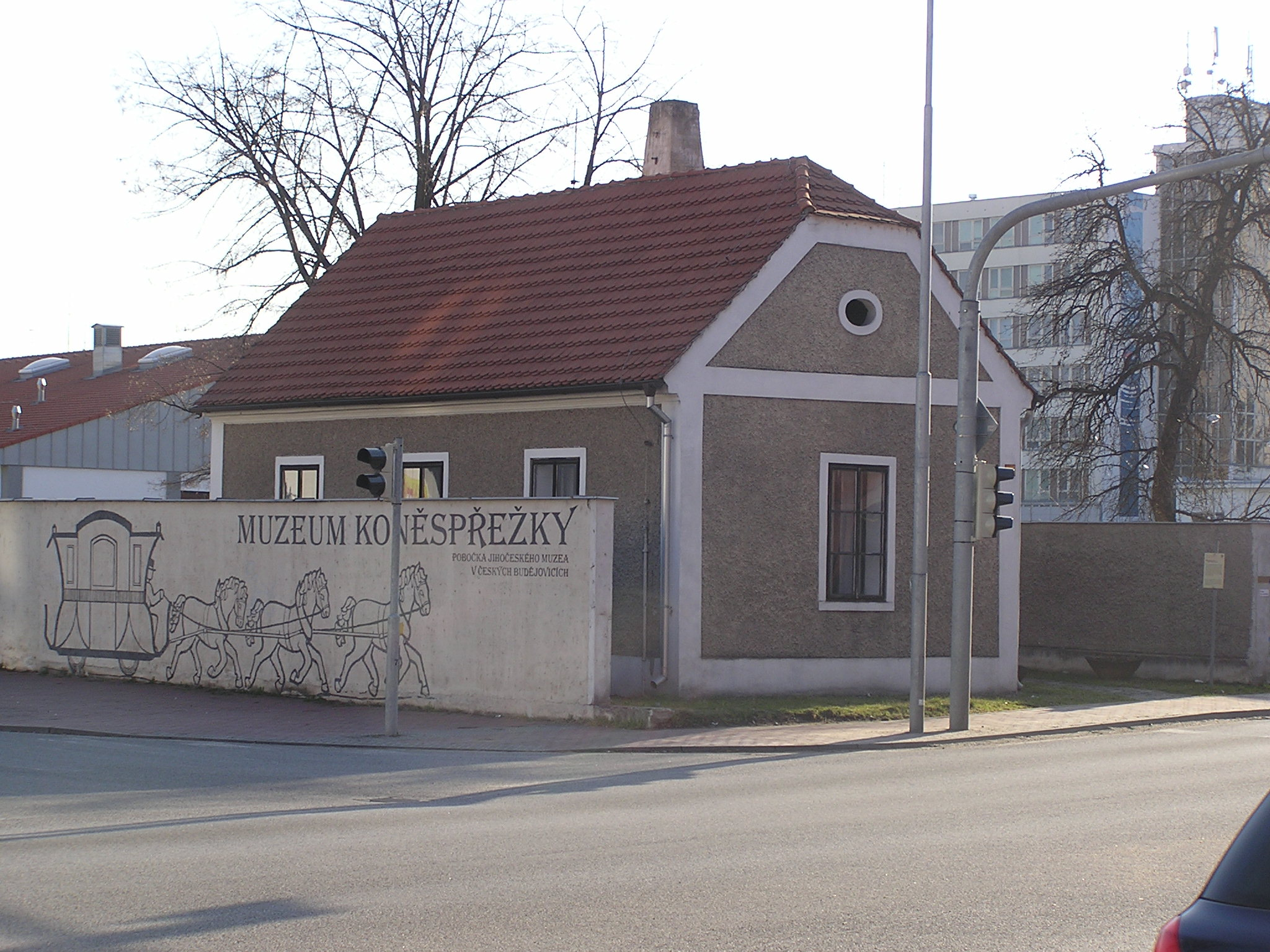
Музей конки в Ческе-Будеевице[нем.] (чеш. Muzeum koněspřežky) Бывший домик смотрителя конной железной дороги на ул. Mánesova, д. 10 в городе Ческе-Будеевице Южно-Чешского края Чехии, филиал Южно-Чешского музея в Ческе-Будеевице[чеш.]

### Остров Мэн (Британские острова)
Дугласский конный трамва́й (англ. Douglas Horse Tramway, мэн. Raad Yiarn Cabbyl Vaie Ghoolish) — линия конки в Дугласе, столице Острова Мэн, одна из трёх трамвайных систем острова. Это последняя в мире линия конки, эксплуатирующаяся в режиме городского общественного транспорта.

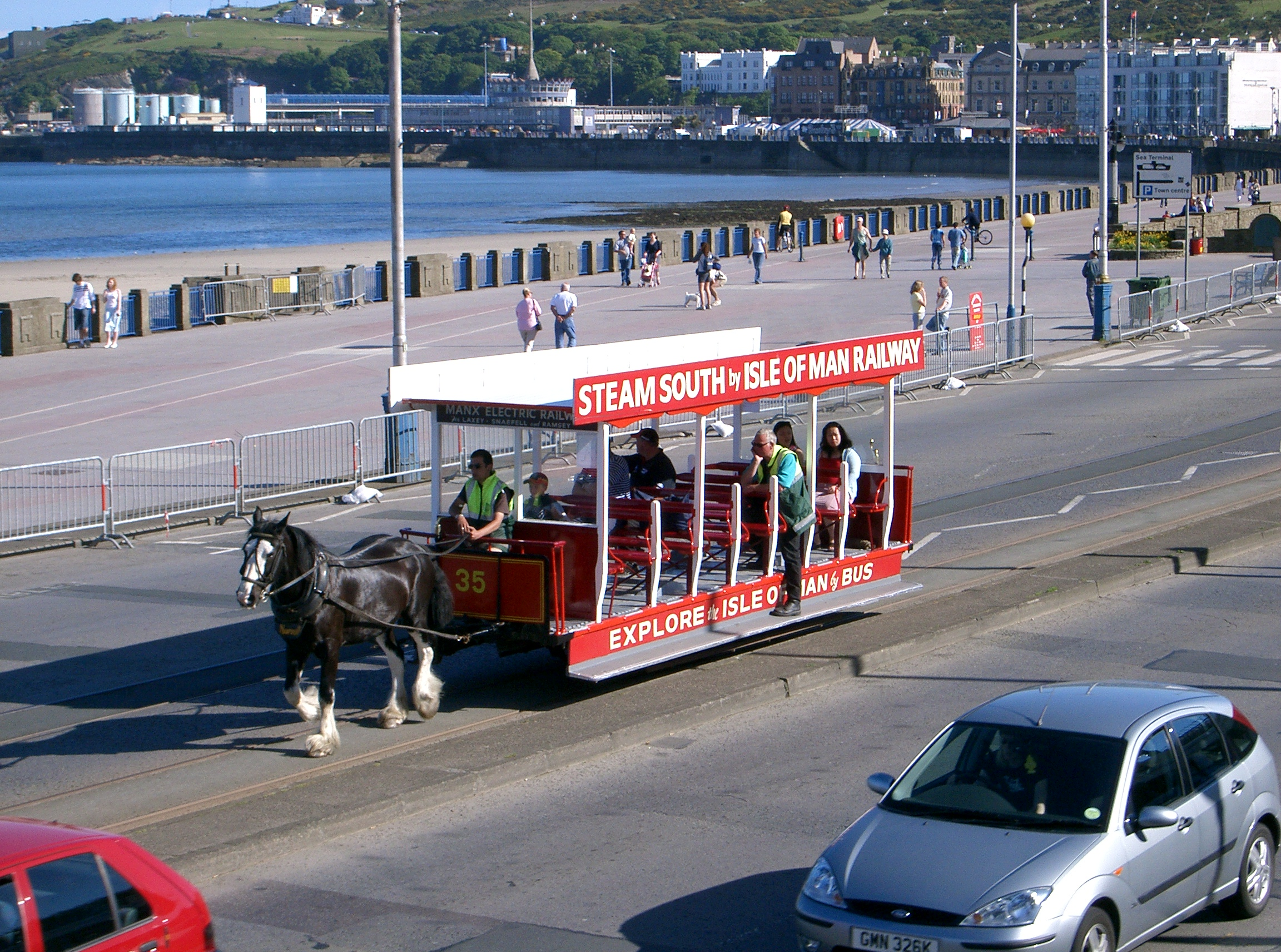
Открытый вагон трамвая. Человек на подножке — кондуктор, которому пассажиры оплачивают проезд.
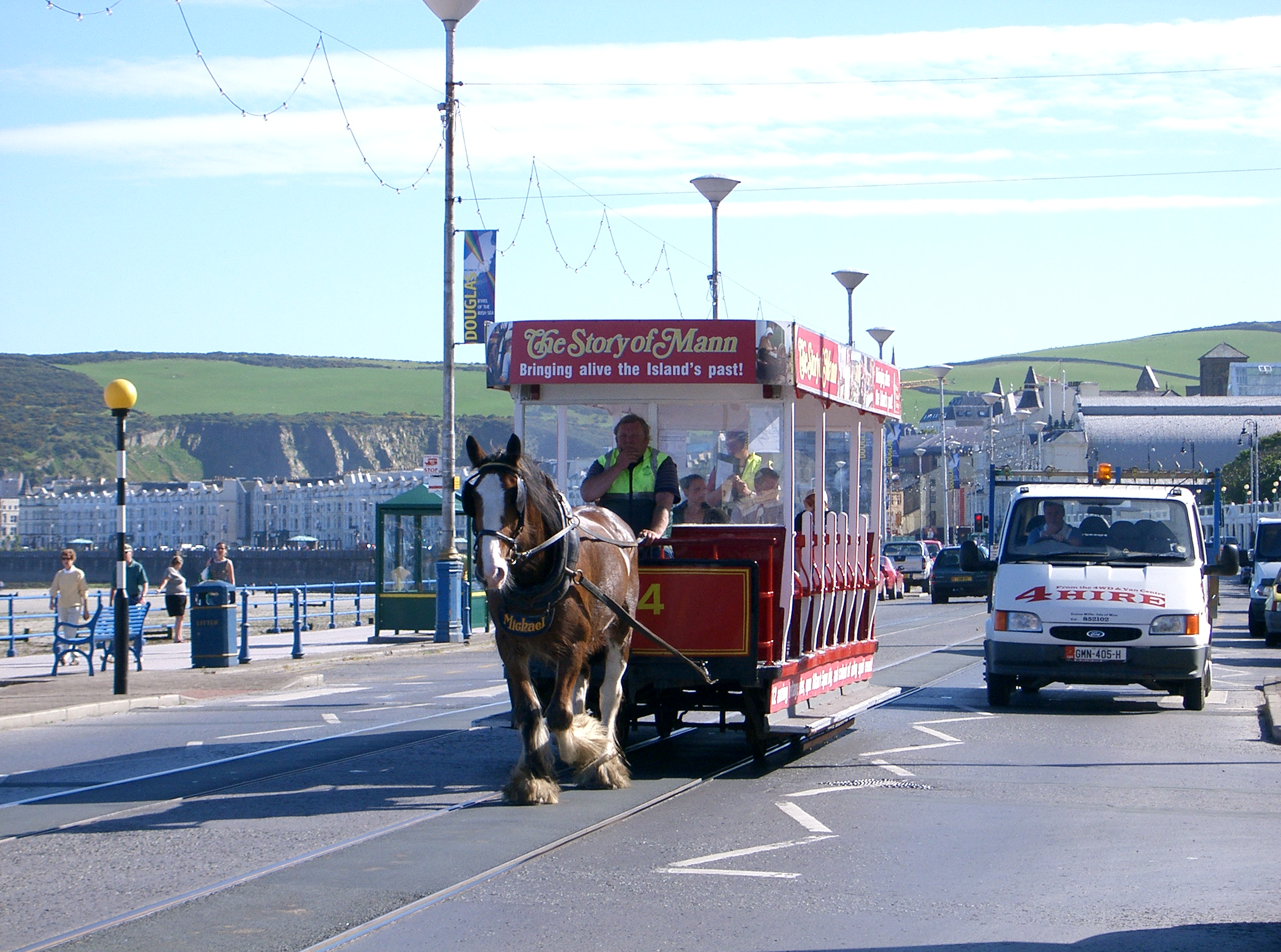
Трамвай в районе пешеходного перехода.

### Виктор-Харбор, Австралия
Действующая линия конки есть в городке Виктор-Харбор в австралийском штате Южная Австралия.

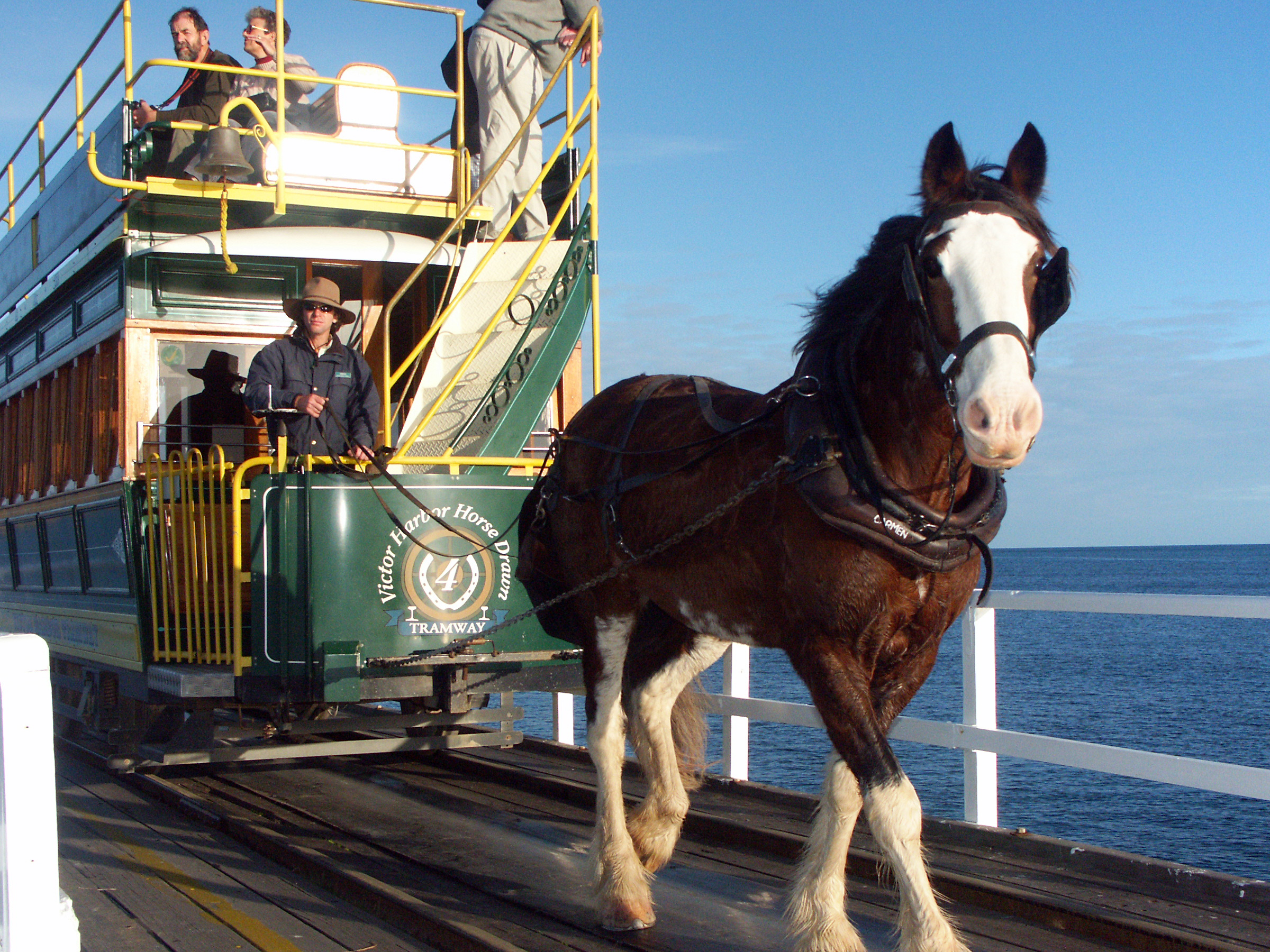
Вагон на дамбе.
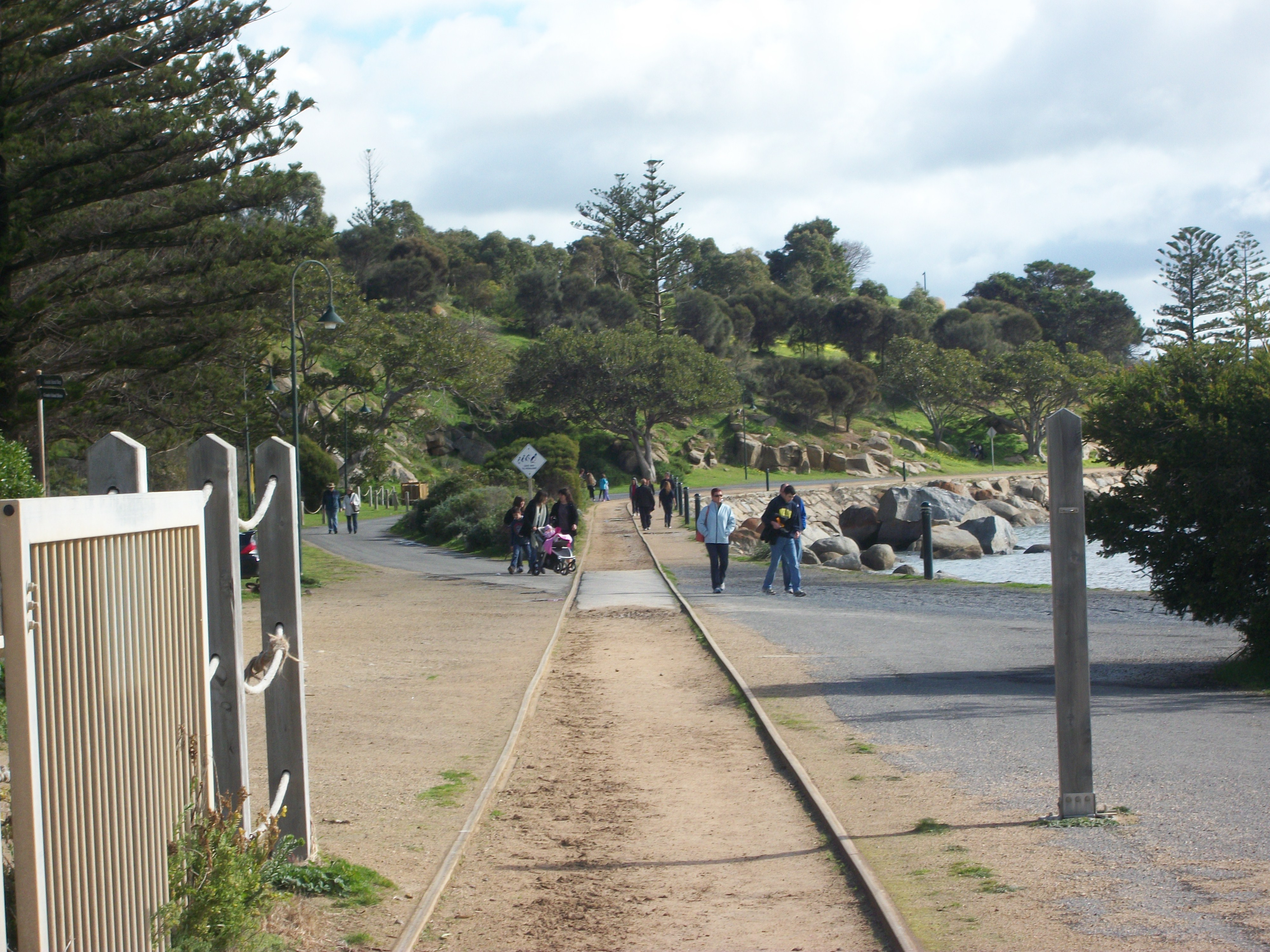
Конка по  выезде с конечной станции Гранитный остров. Вид на остров со станции.